# Massueville
Massueville est une municipalité de village dans Pierre-De Saurel, en Montérégie, au Québec (Canada).

## Toponymie
Elle est nommée en l'honneur du seigneur Gaspard-Aimé Massue (Varennes, 1812 - Saint-Aimé, 1875). Il qui a fait don du terrain qui servit à l'époque à l'édification d'une église, d'un couvent et d'un collège. Fait à noter, les lettres patentes de la municipalité utilisent un « ü ». Toutefois, la forme officielle n'incluent pas le tréma.

## Histoire
Le seigneur Gaspard-Aimé Massue a fait construire dans la région quatre moulins à farine, deux usines dans la seigneurie de Yamaska,.
En 1903 le territoire de Massueville est détaché de la paroisse de Saint-Aimé.

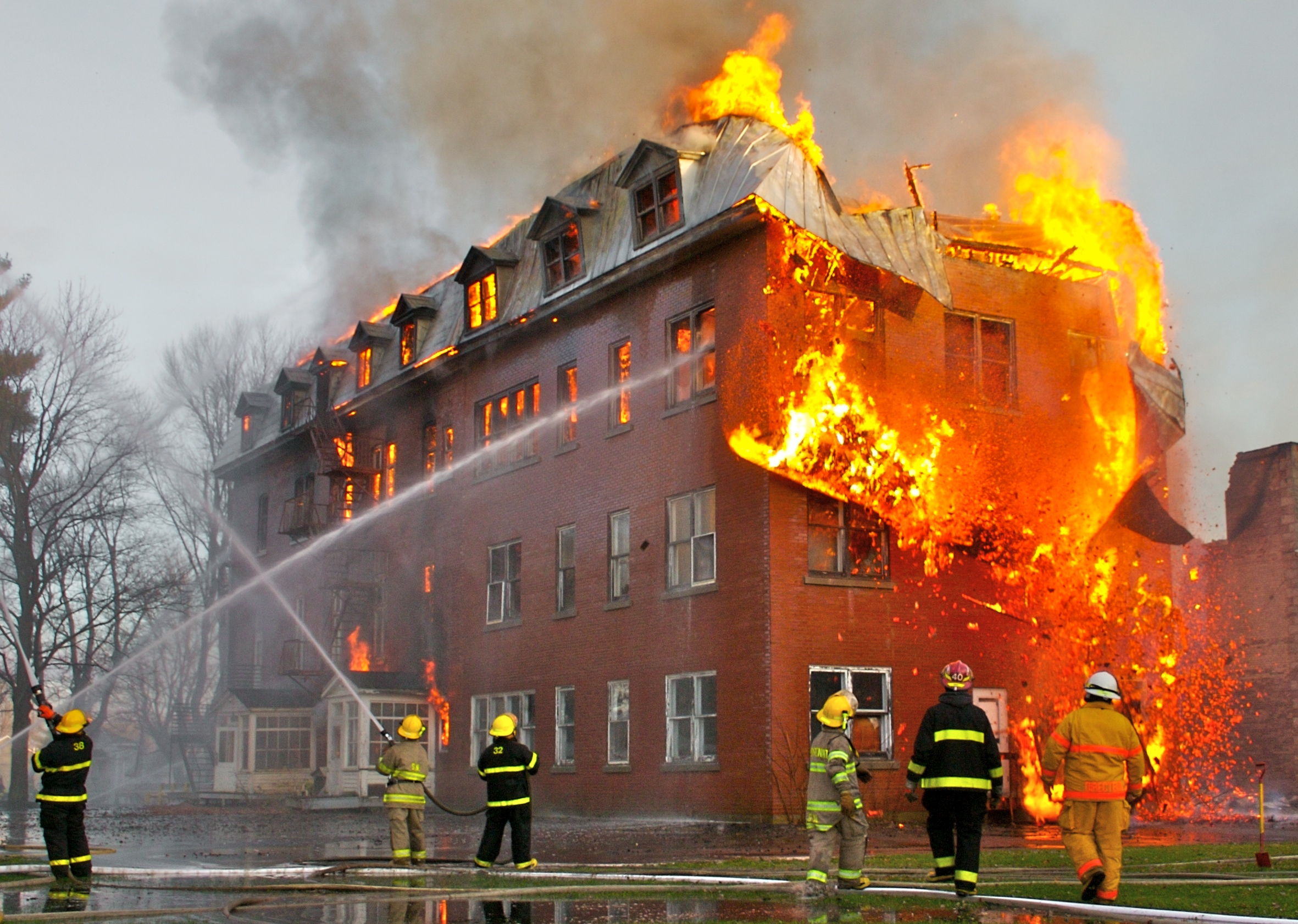
Les pompiers de Massueville combattant le feu qui fait rage dans un couvent abandonné, le 27 octobre 2006.

## Géographie
Massueville est enclavée dans la municipalité de Saint-Aimé.
La rivière Yamaska délimite l'est de son territoire en coulant vers nord.

## Démographie
La municipalité a vu leur population fondre de près de la moitié entre le début du siècle et 2001. Une des principales causes serait la diminution de l'activité industrielle entre les années 1980 et 2000.
| 1991 | 1996 | 2001 | 2006 | 2011 | 2016 | 2021 |
| ---- | ---- | ---- | ---- | ---- | ---- | ---- |
| 630  | 592  | 557  | 520  | 516  | 529  | 547  |

## Administration
Les élections municipales se font en bloc pour le maire et les six conseillers.
| Massueville Maires depuis 2001                                                                                       |                  |                                                                                          |          |
| Élection | Maire            | Qualité                                                                                  | Résultat |
| 2001 | Pierre Michaud   | Maire (1993-2005).                                                                       | Voir     |
| 2005 | Denis Marion     | Membre conseil administration de l'Institut national de santé publique du Québec « CV ». | Voir     |
| 2009 | Denis Marion     | Membre conseil administration de l'Institut national de santé publique du Québec « CV ». | Voir     |
| 2013 | Denis Marion     | Membre conseil administration de l'Institut national de santé publique du Québec « CV ». | Voir     |
| 2017 | Denis Marion     | Membre conseil administration de l'Institut national de santé publique du Québec « CV ». | Voir     |
| 2021 | Richard Gauthier |                                                                                          | Voir     |
| Élection partielle en italique Depuis 2005, les élections sont simultanées dans toutes les municipalités québécoises |                  |                                                                                          |          |

## Patrimoine
Plusieurs maisons d'époque compose le patrimoine bâti de la municipalité.

## Société et culture
Plusieurs expériences intéressantes sont en cours: un service de garde pour les élèves de l'école primaire, mis en place par des parents regroupés dans un organisme sans but lucratif, Ô Chalet Aimé-Massue, a vu le jour en 2006. Ce service a été modifié en 2016, comme étant un service de loisir intergénérationnel afin de respecter les exigences gouvernementales et d'offrir de nouvelles activités axés sur la famille.Grâce au soutien de personnes de plusieurs municipalités environnantes, une coopérative de santé est à voir le jour. Des activités culturelles à impact touristique, comme la Route des Épouvantails, le Tour cycliste panoramique de la Yamaska ou la Fête des récoltes, font également la renommée de ce village.
C'est aussi dans la municipalité de village de Massueville que les gens de la région fêtent en grand nombre la Fête nationale du Québec chaque année. Le village de Massueville, avec la complicité de sa municipalité-sœur, la paroisse de Saint-Aimé, devient un exemple du renouveau rural qui a vu le jour au Québec depuis l'adoption de la Politique nationale de la ruralité en 2001.